# Gang 90 e as Absurdettes
Gang 90 e as Absurdettes, o anche Gang 90 & Absurdettes, è il nome di un gruppo musicale brasiliano.
Le sue canzoni mescolano new wave con incursioni beatnik. Si è rifatta, perlomeno all'inizio, alla new wave del gruppo musicale misto statunitense The B-52s.

## Storia
La band, inizialmente nota come Gang 90, si presentò per la prima volta alla discoteca Paulicéia Desvairada, nel 1981, facendo poi seguire una partecipazione, nello stesso anno, al festival MPB Shell, promosso da Rede Globo. Leader del gruppo era Júlio Barroso, un giovane musicista con un passato da DJ.
Con la canzone Perdidos na Selva, il gruppo raggiunse un livello di visibilità e notorietà fino a quel momento insolito per le formazioni della scena musicale brasiliana, che già prefigurava il vigore del movimento rock nazionale che sarebbe emerso più tardi. La composizione del brano è ufficialmente attribuita solo a Barroso, ma è noto che Guilherme Arantes aveva contribuito alla creazione della melodia, senza però assumersene il merito trovandosi egli in gara con un'altra canzone (Planeta Água) allo stesso festival.
Per promuovere il gruppo, il programma televisivo Fantástico diffuse per la prima volta il videoclip di Perdidos na Selva. La canzone era stata originariamente pubblicata come  45 giri dall'etichetta HOT, con il brano Lilik Lamê sul lato B, cantato da Alice Pink Pank, una delle tre voci femminili della band (le altre due erano May East e Lonita Renaux).
Nel 1983 la band, rinominatasi definitivamente Gang 90 e as Absurdettes, registrò un album contenente tutte le sue canzoni precedentemente incise più un nuovo brano, Nosso Louco Amor, sigla della telenovela Vite rubate.
Poco dopo l'uscita del primo album, Taciana Barros, all'epoca diciannovenne, entrò nella formazione per sostituire Alice Pink Pank.
Il 6 giugno 1984, all'età di 30 anni, Barroso morì cadendo dalla finestra del suo appartamento a San Paolo in circostanze mai del tutto chiarite (anche se oggi vi è praticamente consenso sull'ipotesi di una disgrazia)  . Il gruppo avrebbe dovuto partecipare a uno spettacolo in programma nel locale Val Improviso. Taciana Barros, che a Barroso era sentimentalmente legata, decise di lasciare la band, ma tornò sui suoi passi un mese dopo, incoraggiata da Cazuza, che aveva insistito per vederla e farle appunto cambiare idea. Divenuta addirittura frontwoman del gruppo, Taciana dettò la sua linea e fu così che vide la luce il nuovo album Rosas e Tigres, contenente anche alcuni inediti di Barroso. Ma questo lavoro finì per avere pochissime ripercussioni commerciali nonostante fosse stato accolto abbastanza bene dalla critica specializzata.
La band subì nuovi e drastici rimaneggiamenti nel 1987: praticamente tutti i membri originari erano usciti. L'insuccesso del terzo album, inciso quello stesso anno, portò al suo scioglimento.
Dopo più di 30 anni, nel 2019, il gruppo si è ricostituito, con Taciana Barros nuovamente alla sua guida; il 23 e 24 febbraio 2019, due spettacoli al Sesc Pompeia di San Paolo ne hanno segnato appunto ufficialmente il ritorno alle scene. La band si è poi esibita con alcuni artisti solisti tra cui Edgard Scandurra, che è anche stato brevemente sposato con Taciana.